# Jeanne Sauvé
Jeanne Sauvé, född 1922, död 1993, var en kanadensisk politiker.
Hon var Kanadas generalguvernör från 1984 till 1990 och var den första kvinnan på den posten.